# Cervus hanglu
Cervus hanglu — це вид оленів, що походить із Центральної Азії, де він був широко поширений, але сьогодні розсіяний невеликими популяціями в кількох країнах (Туркменістан, Казахстан, Узбекистан, Таджикистан, Афганістан, Індія, Китай). З 2017 року він внесений до Червоного списку МСОП як такий, що викликає найменш занепокоєння. Вперше описано в середині 19 століття. Це олень світло-рудого кольору.

## Філогенетика
Аналіз мітохондріальної ДНК 125 зразків тканин із 50 популяцій роду Cervus включав два зразки з Таджикистану та три із західного Китаю. Результати підтвердили класифікацію популяцій благородного оленя в Центральній Азії як два різних підвиди благородного оленя. Результати подальшого філогенетичного аналізу зразків тканини Cervinae показали, що зразки оленів із Центральної Азії утворюють окрему кладу і виправдовують їх підвищення до видового рівня. Cervus hanglu , схоже, генетично відокремився від європейської групи благородних оленів під час чібанського періоду між 770 000 і 126 000 років тому.